# Champrond-en-Perchet
Champrond-en-Perchet is een gemeente in het Franse departement Eure-et-Loir (regio Centre-Val de Loire) en telt 397 inwoners (1999). De plaats maakt deel uit van het arrondissement Nogent-le-Rotrou.

## Geografie
De oppervlakte van Champrond-en-Perchet bedraagt 8,9 km², de bevolkingsdichtheid is 44,6 inwoners per km².
De onderstaande kaart toont de ligging van Champrond-en-Perchet met de belangrijkste infrastructuur en aangrenzende gemeenten.

## Demografie
Onderstaande figuur toont het verloop van het inwonertal (bron: INSEE-tellingen).